# Province de Bolívar (Bolivie)
Pour les articles homonymes, voir Bolívar.
La province de Bolívar est une des 16 provinces du département de Cochabamba, en Bolivie. Son chef-lieu est la ville de Bolívar.
La province a été nommée en l'honneur de Simón Bolívar, héros de l'indépendance des colonies espagnoles d'Amérique du Sud.
La province a une superficie de 413 km2. Sa population s'élève à 8 635 habitants en 1982.